# Sonic Youth
 Der er for få eller ingen kildehenvisninger i denne artikel, hvilket er et problem. Du kan hjælpe ved at angive troværdige kilder til de påstande, som fremføres i artiklen.

Sonic Youth var et noise rockband fra New York, dannet i 1981. De gennemgående medlemmer er Lee Ranaldo (guitar, vokal), Kim Gordon (bas, vokal), Thurston Moore (guitar, vokal) og Steve Shelley (trommer).
Sonic Youth udsprang af Glenn Branca og no wave-scenen i New York, og har rendyrket en melodisk støjrock med gennemgående brug af dissonanser, opnået ved at stemme guitarstrengene på alternative måder. Der er ofte noget dæmonisk og dystert over musikken på især de tidlige plader, som står i en vis kontrast til den ironi man ofte finder i teksterne.
Deres indflydelse på den alternative rock er meget stor, og bandet betragtes bredt som et af de absolut vigtigste indenfor Alternativ rock genren. Bandet har ofte taget ukendte yngre bands til sig og promoveret dem. Det mest kendte eksempel er Nirvana, som Sonic Youth hjalp til at få en pladekontrakt på Geffen Records, hvorefter Nirvana slog igennem med Nevermind.
Sonic Youth har spillet på Roskilde Festival i 1987, 1993, 1998 og 2005.

## Selektiv diskografi
Ud over nedenstående regulære albums har Sonic Youth lavet en lang række andre udgivelser af forskelligt tilsnit
- Sonic Youth (1982)
- Confusion Is Sex (1983)
- Bad Moon Rising (1985)
- EVOL (1986)
- Sister (1987)
- Daydream Nation (1988)
- Goo (1990)
- Dirty (1992)
- Experimental Jet Set, Trash and No Star (1994)
- Washing Machine (1995)
- A Thousand Leaves (1998)
- NYC Ghosts & Flowers (2000)
- Murray Street (2002)
- Sonic Nurse (2004)
- Rather Ripped (2006)
- "The Eternal" (2009)